# Matías Silva
Matías Silva, né le 31 mars 1984 à Lima, est un joueur péruvien de tennis.

## Carrière
En 2008 il joue en 1/8 de finale (1er tour) de la Coupe Davis. Il joue également les barrages en 2007 et 2008.